# شروق العبايجي
{شروق توفيق العبايجي
• مواليد بغداد 1958من عائلة بغدادية معروفة بتاريخها ونضالها الوطني
• طالبة في كلية الهندسة جامعة بغداد من 1976- 1979 ثم غادرت العراق بسبب ضغوط النظام السابق.
• حاصلة على الماجستير في العلوم الهندسية من جامعة براغ التكنولوجية عام 1986
• حاصلة على لقب الماجستير في هندسة الإنشاءات من جامعة فيينا التكنولوجية عام 1997
• عملت في العديد من الشركات الهندسية النمساوية في مجالات السدود والمحطات الكهرومائية والمشاءات الصناعية المختلفة كمهندسة مختصة وأحيانا كمسئولة عن تطوير برامج الشركات الهندسية خصوصا في مجال البناء الجاهز.
• رجعت إلى العراق عام 2003 حيث شاركت في أكثر الفعاليات التي ترافقت مع تأسيس العملية السياسية وكتابة الدستور كناشطة في المجتمع المدني حيث قامت بإدارة العديد من المشاريع التي شملت الحملات الوطنية لترسيخ العمل الديمقراطي ونشر ثقافة حقوق الانسان وبالأخص حقوق المرأة العراقية.
• عملت كخبير أقدم في مجال إدارة المياه والمشاريع الاستراتيجية في شركات دولية وأيضا في وزارة الموارد المائية.
• أسست المبادرة العراقية للمياه والبيئة في 2009 التي تضم العديد من الشخصيات العلمية والأكاديمية ومنظمات المجتمع المدني للعمل على تطوير الواقع المائي والبيئي في العراق
٠عضوة مجلس النواب العراقي في دورته الثالثة للفترة من 2014 الى 2018 حيث ساهمت في الكثير من الفعاليات المساندة لحقوق الانسان والبيئة والمياه وايصال طلبات المواطنين الى الجهات المعنية. والمطالبة بحقوق أصحاب العقود في المفوضية العليا المستقلة للانتخابات واعتراضها على مبدأ المحاصصة داخل المفوضية ومؤسسات الدولة.
قدمت مقترحات وقوانين مهمة مثل حق الحصول على المعلومة ومنع ترشح الفاسدين المشمولين بالعفو
وقفت ودافعت وتبنت الدفاع عن حرية التعبير والتظاهر السلمي في العراق.
قدمت الكثير من ملفات الفساد الى هيئة النزاهة من ضمنها ملف فساد كبير في الجمارك.
تم انتخابها امينة عام للحركة المدنية الوطنية في اذار 2015 كأول امرأة تترأس حزبا سياسيا في العراق، وتم تجديد انتخابها لنفس الموقع في المؤتمر العام في 2017.
قي عام 2014.